# Agonita himalayensis
Agonita himalayensis es un coleóptero de la familia Chrysomelidae.
Fue descrita científicamente por primera vez en 1919 por Maulik.